# Варшъёль
Варшъёль (Варш; устар. Варш-Ёль) — река в России, протекает по Сыктывдинскому району Республики Коми. Длина реки — 11 километров.

## Течение
Варшъёль — правобережный приток реки Сысола, её устье находится в 83 километрах от устья Сысолы, в нескольких километрах от села Мальцевгрезд. Истоки реки находятся в нескольких километрах к северу от села Давпом.

## Данные водного реестра
По данным государственного водного реестра России относится к Двинско-Печорскому бассейновому округу, водохозяйственный участок реки — Вычегда от истока до города Сыктывкар, речной подбассейн реки — Вычегда. Речной бассейн реки — Северная Двина. Код водного объекта в государственном водном реестре — 03020200112103000019973.